# Isidor (cràter)
Isidor és un cràter lunar que es troba al nord de la Mare Nectaris, en la meitat oriental de la cara visible de la Lluna. Forma un duo amb el una mica més gran Capel·la, les vores del qual s'uneixen al seu aquest-nord-est. A l'oest-sud-oest, creuant la mar lunar, es troben Mädler i el prominent Teòfil.
La vora de Isidor és circular i una mica erosionada, amb diversos cràters petits situats a través de la vora nord. El sòl interior ha ressorgit per la lava i està gairebé a nivell, a pesar que està marcat en el seu extrem occidental per un cràter petit en forma de bol. Apareix un petit romanent d'un cràter unit al bord nord de recent formació.

## Cràters satèl·lit
Per convenció aquests elements són identificats en els mapes lunars posant la lletra en el costat del punt central del cràter que està més a prop a Isidor.
|        | \| Isidor \| Coordenades \| Diàmetre \| \| ------ \| ---------------------------------- \| -------- \| \| A \| 8° 00′ S, 33° 12′ E / 8.0°S,33.2°E \| 10 km \| \| B \| 4° 30′ S, 33° 00′ E / 4.5°S,33.0°E \| 30 km \| \| C \| 4° 48′ S, 31° 42′ E / 4.8°S,31.7°E \| 9 km \| \| D \| 4° 12′ S, 34° 06′ E / 4.2°S,34.1°E \| 15 km \| \| E \| 5° 18′ S, 32° 36′ E / 5.3°S,32.6°E \| 15 km \| \| F \| 8° 42′ S, 34° 12′ E / 8.7°S,34.2°E \| 20 km \| \| G \| 6° 24′ S, 31° 36′ E / 6.4°S,31.6°E \| 7 km \| \| H \| 3° 54′ S, 32° 36′ E / 3.9°S,32.6°E \| 7 km \| \| K \| 8° 54′ S, 33° 18′ E / 8.9°S,33.3°E \| 7 km \| \| U \| 7° 54′ S, 31° 30′ E / 7.9°S,31.5°E \| 6 km \| \| V \| 8° 54′ S, 30° 48′ E / 8.9°S,30.8°E \| 4 km \| \| W \| 9° 24′ S, 32° 18′ E / 9.4°S,32.3°E \| 4 km \| |          |
| Isidor | Coordenades | Diàmetre |
| A      | 8° 00′ S, 33° 12′ E / 8.0°S,33.2°E | 10 km    |
| B      | 4° 30′ S, 33° 00′ E / 4.5°S,33.0°E | 30 km    |
| C      | 4° 48′ S, 31° 42′ E / 4.8°S,31.7°E | 9 km     |
| D      | 4° 12′ S, 34° 06′ E / 4.2°S,34.1°E | 15 km    |
| E      | 5° 18′ S, 32° 36′ E / 5.3°S,32.6°E | 15 km    |
| F      | 8° 42′ S, 34° 12′ E / 8.7°S,34.2°E | 20 km    |
| G      | 6° 24′ S, 31° 36′ E / 6.4°S,31.6°E | 7 km     |
| H      | 3° 54′ S, 32° 36′ E / 3.9°S,32.6°E | 7 km     |
| K      | 8° 54′ S, 33° 18′ E / 8.9°S,33.3°E | 7 km     |
| U      | 7° 54′ S, 31° 30′ E / 7.9°S,31.5°E | 6 km     |
| V      | 8° 54′ S, 30° 48′ E / 8.9°S,30.8°E | 4 km     |
| W      | 9° 24′ S, 32° 18′ E / 9.4°S,32.3°E | 4 km     |